# Vihar előtt (film, 2019)
A Vihar előtt (eredeti cím: Serenity) 2019-ben bemutatott amerikai neo-noir thriller-dráma, melynek rendezője, forgatókönyvírója és producere Steven Knight. A főbb szerepekben Matthew McConaughey, Anne Hathaway, Diane Lane, Jason Clarke, Djimon Hounsou és Jeremy Strong látható.
Az Amerikai Egyesült Államokban 2019. január 25-én mutatták be. Magyarországon január 31-én jelent meg szinkronizálva a Big Bang Media forgalmazásában. A film jegyeladási és kritikai szempontból is bukásnak bizonyult. 

## Cselekmény
|  | Alább a cselekmény részletei következnek! |

Egy helyi halász, Baker Dill nyugodt életet él a Plymouth-szigeten. Az alkalmanként felfogadott matrózával, Duke-kal amerikai turistákat visz ki horgászni a tengerre. Dillnek van egy mániája, ami ennél is fontosabb: egy bizonyos, általa „Igazság”-nak nevezett nagy tonhalat szeretne kifogni, de ez évek óta nem sikerül neki. A szigeten senki nem hiszi, hogy a hal igazából létezik. Amikor egyszer a vízbe ugrik, beszélgetést hall, ennek eredetét azonban nem érti.
Másnap Baker ex-felesége, Karen felbukkan a lakóhelyén és arra kéri volt férjét, hogy végezzen az őt rendszeresen bántalmazó szexmániás, szadista férjével, annak törvénytelenül szerzett 10 millió dollárja ellenében. Közben úgy tűnik, mintha Baker telepatikus kapcsolatban állna Patrick-kel, aki Karen és az ő saját fia, még a korábbi házasságukból. Egy Reid Miller nevű fekete öltönyös üzletember szeretne találkozik Bakerrel, de minduntalan elkerülik egymást. Végül egy viharos éjszaka megvárja Bakert a lakókonténerénél, hogy halradart adjon el neki egy halászati felszereléssel foglalkozó cég képviselőjeként. A halradart egy teljes hétig használhatná ingyen, és Miller szerint biztos fogást jelent (ám Baker nem viszi magával az eszközt).
Reid véletlenül felfedi Bakernek, hogy tud a gyilkossági megbízásról, mivel ő egy karakter abban a videójátékban, amit Patrick alkotott. Eleinte Baker szkeptikus, de végül hinni kezd benne. A történetet játszó Patrick jeleneteit csak részben látjuk, ez párhuzamosan fut a fő cselekménnyel. A valódi Baker egy 2006-os iraki katonai bevetés során életét vesztette. Baker rájön, hogy a fia új célt tűzött ki számára (a halfogás helyett az erőszakos mostohaapja megölését), és azt neki meg kell tennie a játékban (közben arra gondol, hogy az iraki bevetés is csak egy lövöldözős játék lehetett).
Karen és Baker rummal leitatja Franket, aki teljesen lerészegedik és halfogás közben egy hal a mélybe rántja (így biztosan meghal). Eközben Patrick előveszi egy díszdobozból apja katonai kését, hogy a valóságban egy késszúrással megölje Franket. Patrick előzetes letartóztatásba kerül, és ő fejben megváltoztatja a játék programozását, találkozik az apjával annak hajójánál, és együtt indulnak horgászni.
|  | Itt a vége a cselekmény részletezésének! |

## Szereplők
| Szereplő         | Színész             | Magyar hang        |
| ---------------- | ------------------- | ------------------ |
| Baker Dill       | Matthew McConaughey | Nagy Ervin         |
| Karen Zariakas   | Anne Hathaway       | Bogdányi Titanilla |
| Frank Zariakas   | Jason Clarke        | Kardos Róbert      |
| Duke             | Djimon Hounsou      | Galambos Péter     |
| Constance        | Diane Lane          | Vándor Éva         |
| Reid Miller      | Jeremy Strong       | Fesztbaum Béla     |
| Patrick Zariakas | Rafael Sayegh       | Pál Dániel         |
| Rádiós DJ        | Redd Pepper         | Nagy Sándor        |

## A film készítése
2017. január 28-án bejelentették Matthew McConaughey és Anne Hathaway szereplését a Vihar előtt című "szexi noir" filmben, amelyet saját forgatókönyvéből Steven Knight rendez majd. Greg Shapiro és Guy Heeley a IM Global-on keresztül volt a film producere, a cég a projekt finanszírozója is volt. Április 18-án Jason Clarke is csatlakozott a szereplőkhöz, hogy eljátszhassa Hathaway filmbéli gazdag férjét.2017. május 10-én több új színészt bejelentettek: Uma Thurmant (bár hamar kilépett a projektből ütemezési konfliktusok miatt) és Djimon Hounsou (egy nem részletezett szerepben). 2017. júliusáig megerősítették McConaughey, Hathaway, Clarke, Hounsou, Diane Lane (Thurman helyett), és Jeremy Strong biztos szerepét.
A forgatás 2017 júliusában kezdődött Mauritius szigetén.

## Fogadtatás
A film negatív visszajelzéseket kapott a kritikusoktól, akik bírálták a szerintük a nevetséges fordulatokat, az önkényes megközelítésmódot és a gyengén kivitelezett forgatókönyvet. A Metacritic oldalán a film értékelése 38% a 100-ból, ami 36 véleményen alapul. A Rotten Tomatoeson a Vihar előtt 21%-os minősítést kapott, 137 értékelés alapján.
A film világszerte 14,4 millió dolláros bevételt ért el, mely jóval kevesebb lett a 25 milliós költségvetésnél.

## Fordítás
- Ez a szócikk részben vagy egészben  a   Serenity (2019 film) című angol Wikipédia-szócikk ezen változatának fordításán alapul.  Az eredeti cikk szerkesztőit annak laptörténete sorolja fel. Ez a jelzés csupán a megfogalmazás eredetét és a szerzői jogokat jelzi, nem szolgál a cikkben szereplő információk forrásmegjelöléseként.